# Govern federal d'Alemanya
El Govern federal d'Alemanya (en alemany: Deutsche Bundesregierung) és el poder executiu de la República Federal Alemanya. També és denominat Gabinet federal (Bundeskabinett) i es compon del canceller federal i dels ministres federals.
Constitucionalment, el seu paper està fonamentat en els articles 62 fins al 69 de la Llei Fonamental per a la República Federal d'Alemanya, la constitució alemanya. L'article 64 indica que els membres del Govern federal han de fer acte de jurament per poder exercir el seu càrrec. El Govern federal només té capacitat de decisió si hi són presents més de la meitat dels seus membres.
La part administrativa del Govern federal està a càrrec del canceller federal, que delega aquesta tasca al cap de la Cancelleria Federal. El canceller federal dirigeix l'acció de Govern sota la seva responsabilitat i coordina les funcions dels membres del Govern. Els ministres federals estan al front de les seves respectives carteres en el marc dels principis del canceller. El camp d'acció de les seves activitats el determina el canceller federal. Si bé els membres del Govern poden pertànyer també al Parlament alemany (Bundestag), no és una condició indispensable.
Els secretaris d'Estat, secretaris parlamentaris i funcionaris públics no pertanyen formalment al Govern federal, però li serveixen de suport en les seves funcions.

El Govern federal es reuneix per regla general cada dimecres a les 9:30 hores a l'edifici de la Cancelleria Federal. El mitjà de comunicació oficial del Govern és el Gemeinsames Ministerialblatt (GMBl; Butlletí Conjunt Ministerial).

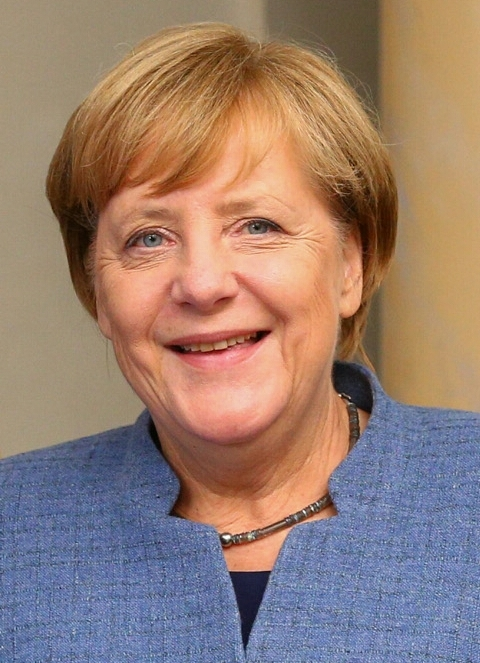
La cancellera, des de 2005Angela Merkel (CDU), és la cap del Govern.

## Composició actual
El Govern federal actual està conformat des de març de 2018 pels membres del quart gabinet de la cancellera Angela Merkel i està compost per un govern de gran coalició format per membres dels partits CDU, CSU i SPD.

## Ordre de representació
En absència del canceller per motius de salut o per estar fora del país, el responsable immediat del Govern és el vicecanceller, que generalment, encara que no és regla, és el ministre d'Exteriors (actualment, per exemple, el vicecanceller Olaf Scholz és ministre de Finances). Si aquest darrer també es troba incapacitat per al càrrec, llavors el segueix el ministre que més temps ininterromput ha format part del Govern. En cas d'haver-hi dos o més membres amb la mateixa antiguitat, el primer serà el que tingui més edat.